# Masada
Masada (también escrito Massada o Masadá, romanización del hebreo מצדה, Metzadaⓘ, de מצודה, metzuda, "fortaleza") es un yacimiento arqueológico que comprende los restos de varios palacios y fortificaciones que se localizan en la cumbre amesetada de una montaña aislada en la región oriental del desierto de Judea, próxima a la costa sudoccidental del mar Muerto, y dentro de los límites del Concejo Regional de Tamar, en el Distrito Sur de Israel.
Masada es conocida por su destacada importancia en los compases finales de la primera guerra judeo-romana (también conocida como la Gran Revuelta Judía), cuando el asedio de la fortaleza por parte de las tropas del Imperio romano condujo finalmente a sus defensores a realizar un suicidio colectivo al advertir que la derrota era inminente. En la actualidad, Masada es un importante destino arqueoturístico, a la vez que posee una gran carga simbólica para el nacionalismo judío, como uno de los postreros episodios de afirmación y resistencia nacional antes de la definitiva diáspora. La fortaleza de Masada y su entorno fueron declarados parque nacional de Israel en 1966, formando parte de la Reserva Natural del Desierto de Judea desde 1983, y del Patrimonio de la Humanidad de la Unesco desde el año 2001.

## Geografía
Masada se localiza en el límite oriental del desierto de Judea con el valle del Rift del Jordán (perteneciente al sistema del Gran Valle del Rift), a unos 5 km de la costa sudoccidental del mar Muerto y frente a la antigua península de Lisán, próxima por tanto a la frontera con Jordania. Se trata de un notable ejemplo de horst o macizo tectónico geológicamente joven, poco alterado por la erosión hidrológica y la afección de tipo vegetal debido al árido ambiente circundante. La estratigrafía revela la presencia de capas de dolomía y de caliza de origen marino, que datan de los periodos Cenomaniense y Turoniense.
Su forma, si bien irregular, es similar a la de una pirámide truncada, con un plano superior cuya altura es de unos 450 metros sobre el nivel del mar Muerto, con una cota de 63 metros sobre el nivel del mar Mediterráneo. Las dimensiones máximas de esta meseta son de 645 m de longitud y 315 m de anchura, conformando un espacio romboidal cuya superficie es de 9,3 hectáreas. La meseta se encuentra separada de la planicie por dos ramblas, denominadas actualmente Nahal Masada y Nahal Ben Ya'ir en hebreo (los antiguos uadis Sabbah y Nimrein en árabe), situadas al sur y al norte respectivamente.
Los acantilados del borde oriental miden 400 metros de altura, mientras que los del lado occidental miden 100 m, lo que origina que los dos únicos accesos naturales a la cima sean muy complicados: el denominado "Camino de la Serpiente" (así llamado por lo sinuoso de su trazado, restaurado en 1954) en su lado oriental y el "Camino de la Roca Blanca" en su lado occidental, sobre el cual fue construido un agger que utilizó el ejército romano para el asalto a la fortaleza.

## Ocupación
Las primeras evidencias de poblamiento en Masada se remontan a la Edad del Cobre, en torno al IV milenio a. C. La ocupación se centra en las cuevas situadas en el acantilado meridional, en una de las cuales se hallaron restos vegetales, esteras, tejidos y cerámica calcolítica en hoyos excavados en el suelo, probablemente para albergar recipientes. Se trataría de poblaciones muy concretas de carácter nómada, un patrón de asentamiento característico de esta época en el desierto de Judea, donde se han documentado ocupaciones como en Tel Goren, cerca de Ein Guedi. También se encontraron restos cerámicos en la terraza central del palacio septentrional y en otras zonas de la meseta, fechados en la etapa del Primer Templo (del siglo X a. C. al VI a. C.), sin que se hallasen evidencias de construcciones.
En la época clásica varios historiadores mencionan la existencia de Masada: Estrabón utiliza la forma corrupta Μοασάδα, mientras que Plinio romaniza el nombre a Masada. No obstante, es el historiador judeorromano Flavio Josefo quien proporciona una significativa información histórica en su obra La guerra de los judíos, escrita en griego clásico y donde utiliza las formas Μασάδα, Μασαδά y Μεσάδα. Según narra Josefo, la fortaleza fue originalmente establecida por el sumo sacerdote Jonathán, identificado con el rey asmoneo Alejandro Janneo (103-76 a C.) y que no debe ser confundido con Jonathán, uno de los hermanos de Judas Macabeo. El hallazgo de numerosas monedas y estucos dentro de algunas cisternas de la época de Janneo son las únicas evidencias arqueológicas que confirmarían la identidad de su fundador. En este tiempo Masada era un discreto refugio, sin llegar a poseer la importancia que tendría un siglo más tarde.

### La época de Herodes
Años más tarde, tras la conquista romana de Judea por Pompeyo, Herodes utilizó la fortaleza de Masada para albergar a su madre Cipros, su prometida Mariamne y su hermana Salomé durante la invasión parta del año 40 a C. de Judea, antes de dirigirse hacia Roma para solicitar apoyo contra los partos y sus aliados judíos, liderados por Antígono Matatías. La familia de Herodes, apoyada por una guarnición de 800 defensores al mando de su hermano José, tuvo que afrontar un asedio de las fuerzas partas, agotando sus reservas de agua hasta el punto de que José decidió huir con doscientos seguidores hacia territorio nabateo; no obstante, la misma noche señalada para la huida una lluvia providencial llenó las cisternas, de forma que pudieron resistir más tiempo.
En Roma, Herodes consiguió el apoyo de los triunviros Marco Antonio y Octaviano, quienes lo presentaron ante el Senado y defendieron allí su resistencia a la invasión parta y la traición de Antígono, tras lo cual el Senado le otorgó el título de rey de Judea. Sin contar apenas con ayuda militar de los romanos, Herodes volvió a Judea, que había sido abandonada por los partos pero que aún era controlada por los fieles de Antígono. Desembarcó en Ptolemais y con un ejército de extranjeros y judíos invadió la provincia por la Galilea, conquistando Jope antes de dirigirse a Masada para rescatar a su familia; después de una breve guerra civil, en el año 37 a. C. asedió Jerusalén ayudado por las tropas romanas de Cayo Sosio, tomando la ciudad y apresando a Antígono, que fue enviado a Marco Antonio y decapitado.
Una vez controlada Judea, y ante la amenaza que suponía el incipiente expansionismo de la vecina reina Cleopatra VII de Egipto (amparada por Marco Antonio), Herodes decidió fortificar Masada, aprovechando sus excelentes condiciones geográficas (aislada en el desierto de Judea y alejada de núcleos habitados) y sus defensas naturales, rodeada como estaba por infranqueables acantilados. Otra de las funciones de Masada fue como posible refugio frente a su propio pueblo, ya que la mayoría de los judíos detestaban a Herodes por su origen idumeo, por restablecer el dominio romano y por eliminar a los últimos asmoneos. También habría de servir como lugar de descanso personal y para albergar visitas de otros dignatarios que pudieran disfrutar con las impresionantes vistas del desierto de Judea, del oasis de Ein Guedi, del mar Muerto y de las montañas de Moab.

### La primera guerra judeo-romana
Setenta años después de la muerte de Herodes, en el año 66 d. C., dio comienzo la primera guerra judeo-romana debido a las tensiones religiosas entre griegos y judíos. La principal fuente de información es la mencionada La guerra de los judíos del historiador Flavio Josefo. Es una obra que debe tomarse con cierta cautela debido a su carácter apologético, constituyendo no obstante la única fuente coetánea existente que narra los acontecimientos acaecidos durante ese conflicto. Respecto a Masada, Josefo se hallaba en Roma en el momento de la caída de la fortaleza, y no fue por tanto testigo directo de la misma, a diferencia de la toma de Jerusalén. No obstante, usó como fuentes directas los commentarii oficiales de la contienda y los relatos de los supervivientes.
Según Josefo, los zelotes (en hebreo קנאים, kana'im, "celosos de Dios") fueron el grupo principal que llevó el peso de la sublevación para liberar la provincia de Judea de la dominación romana. Otro de los grupos que también se sublevó fue el de los sicarios (en latín sicarii), rivales no obstante de los zelotes y otros grupos judíos, que usaban el asesinato y el pillaje para lograr sus objetivos, siendo uno de los grupos más extremistas; de acuerdo con el historiador judeorromano, constituían una escisión de los propios zelotes.
De esta forma, en el mismo año de la rebelión, un grupo de rebeldes sicarios liderados por Menájem, hijo de Judas el Galileo, tomó Masada por sorpresa y degolló a la guarnición romana apostada en la fortaleza. Ésta se hallaba compuesta por una de las diez cohortes de la Legio III Gallica, que se hallaba estacionada en Masada desde el despliegue de la legión en la provincia en el año 44, cuando Judea pasó a ser gobernada de nuevo por un procurador romano tras la muerte de Herodes Agripa I. Los sicarios encontraron en la fortaleza un arsenal suficiente para equipar un ejército de diez mil hombres, e importantes reservas de metal (hierro sin trabajar, bronce y plomo) para fabricar nuevas armas y municiones. Los almacenes estaban surtidos de trigo, leguminosas, aceite, dátiles y vino (bien conservados gracias al ambiente árido del desierto circundante), los fértiles huertos de la cima podían proporcionar alimentos frescos, y los canales excavados en la roca calcárea capturaban y conducían el agua de lluvia a las cisternas subterráneas. La fortaleza estaba por tanto preparada para resistir un sitio prolongado.

### El asedio de Masada
Poco después de la captura de Masada llegó un nuevo grupo de sicarios y sus familias, liderado por Simón bar Giora, que comenzó a realizar incursiones contra las poblaciones vecinas, llegando hasta Idumea. Simón acabó por abandonar la fortaleza, marchando finalmente hacia Jerusalén, donde sería capturado tras el asedio y destrucción de la capital judía por parte de Tito en el año 70, hecho con el cual concluía prácticamente la primera guerra judeo-romana. Sólo subsistían tres fortalezas desafiantes al poder romano: Herodión, Maqueronte y la propia Masada, que acogió a grupos de refugiados de Jerusalén, y desde la cual se lanzaron numerosos asaltos contra unidades romanas y aldeas judías durante los dos años siguientes.
Para conjurar los problemas que causaban los rebeldes de Masada el gobernador romano de Judea, Lucio Flavio Silva, marchó hacia la fortaleza dispuesto a asediarla con un ejército compuesto por una legión romana (la Legio X Fretensis), cuatro cohortes auxiliares (una de ellas miliaria y otra equitata) y dos alas de caballería. Para albergar estas tropas dispuso la creación de ocho campamentos que rodearan la fortaleza, ubicados tanto en la planicie occidental como en la llanura costera oriental, que pudieran acoger un contingente de 9000 hombres, entre legionarios y auxiliares, a los que habría que sumar seguidores y prisioneros judíos esclavizados. También se erigió una muralla que rodeara la fortaleza, que fue construida exclusivamente por los legionarios: al ser una labor muy específica y fundamental para el éxito del asedio, Silva sólo empleó soldados de confianza, dejando a los esclavos y a los auxiliares otros menesteres, como el aprovisionamiento de agua y otras labores de mantenimiento general.
Respecto a los accesos, sólo existían dos senderos que ascendían hasta la fortaleza. Uno de ellos, el "Camino de la Serpiente", consistía en un angosto y escarpado sendero que ascendía sinuosamente por el flanco oriental a lo largo de 30 estadios (5,2 kilómetros), cuya estrechez y acusada pendiente imposibilitaba un asalto sobre Masada. El segundo acceso era otro estrecho camino situado en la ladera occidental y custodiado desde la fortaleza, aunque era menos tortuoso, de forma que Silva optó por esta vía. Así, después de numerosos y vanos intentos por abrir una brecha en las murallas de Masada, ordenó construir una rampa (agger) que ascendiera hasta su lado occidental, desde un promontorio denominado la Roca Blanca (Λευκέ), situado a 300 codos (unos 150 m) por debajo de la cumbre de Masada. La construcción duró varias semanas, tras utilizar miles de toneladas de piedras y tierra apisonada ubicadas sobre una pendiente de origen natural preexistente, conformando así una de las mayores estructuras de asedio conocidas en época romana. Finalmente la rampa alcanzó unos 196 m de base y 100 m de altura, con un 51 % de pendiente. Josefo no registra ninguna acción importante de los sicarios para impedir el avance romano, a diferencia de lo ocurrido en otros asedios anteriores contra fortalezas judías como en Maqueronte, y cuya causa podría ser la progresiva falta de medios de los sicarios para combatir al ejército sitiador romano. También se ha especulado con la posibilidad de que la rampa hubiera sido erigida por los esclavos judíos del ejército romano, por lo cual los sicarios se habrían mostrado reacios a atacar a otros judíos debido a sus creencias.

### El asalto

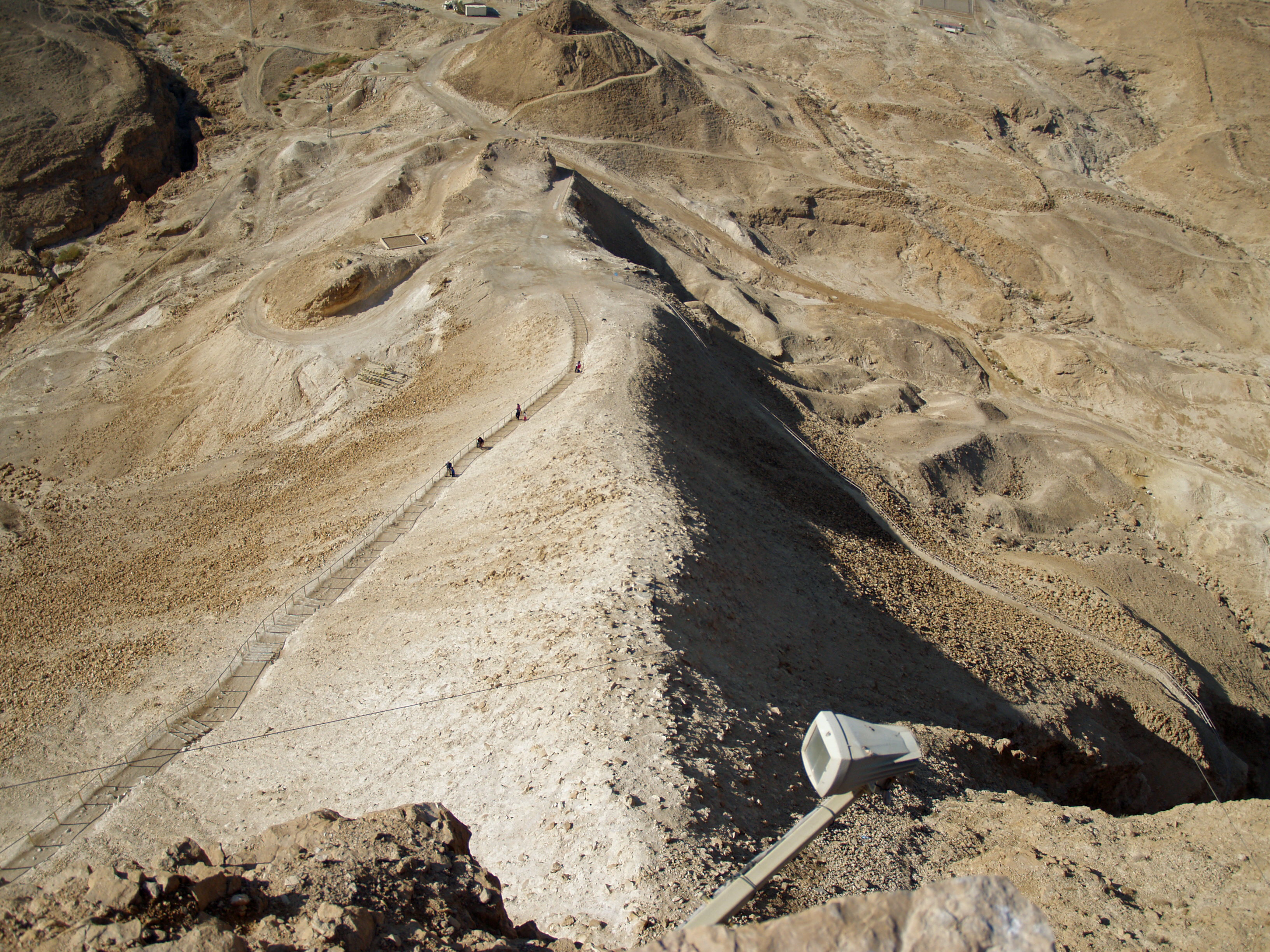
Vista cenital del agger erigido por el ejército romano.

Unos tres meses después de haberse iniciado su construcción, y siete meses después de iniciarse el asedio, la rampa fue finalmente finalizada en la primavera del año 73, contando en su cumbre con una plataforma cuadrada de 22 metros de lado. Sobre ella se situó una torre de asedio (reforzada con hierro y de unos 30 metros de altura) junto al exterior de la muralla de Masada, y mientras los artilleros de los pisos superiores de la torre disparaban sus escorpiones y balistas para mantener el parapeto libre de sicarios, un ariete situado en el piso inferior de la torre golpeaba continuamente la muralla hasta que se consiguió abrir una brecha. Sin embargo, los legionarios descubrieron que los sicarios habían construido una segunda muralla a continuación del parapeto exterior. Cuando el ariete comenzó a golpear esta segunda muralla, los romanos comprobaron que había sido erigida con capas alternas de piedras y madera, de forma que ésta absorbía los golpes del ariete e incluso se fortalecía así, tal como Julio César había comprobado en sus asedios en la Galia un siglo antes; es ésta la razón por la cual este tipo de estructura recibió el nombre de muralla gala (murus gallicus) desde entonces.
Esa misma tarde Silva canceló las embestidas del ariete y envió a un grupo de hombres armados con antorchas para incendiar la muralla interior, que comenzó a arder rápidamente a lo largo de la estructura. No obstante, comenzó a soplar un fuerte viento desde el norte y de cara al ejército romano, que amenazó la maquinaria de asedio hasta que cambió de sentido y avivó las llamas, lo cual fue interpretado como un buen augurio. Entonces Silva ordenó montar una fuerte guardia que custodiara la muralla incendiada, para así evitar que los judíos escaparan por la noche a través de la brecha, ya que su intención era lanzar el asalto definitivo al día siguiente.
Dentro de Masada, los sicarios fueron conscientes de que el asalto final del ejército romano llegaría con el nuevo día. Según el relato de Josefo, el entonces líder de los sicarios, Eleazar ben Yair, reunió esa noche a sus hombres en el palacio occidental, pronunciando un discurso donde propuso darse muerte ellos mismos para evitar ser hechos prisioneros y vendidos como esclavos. De esta forma, dado que el suicidio como tal es denostado por las leyes del judaísmo, los hombres mataron a sus familias, y posteriormente eligieron por suertes a diez de ellos para quitar la vida al resto. Finalmente, entre estos diez eligieron de nuevo a uno que acabó con la vida de los demás, y antes de darse muerte prendió fuego a la fortaleza, excepto a los depósitos de víveres, para así demostrar a sus enemigos que actuaban por resolución, no por desesperación.
A la mañana siguiente los legionarios romanos colocaron pasarelas sobre la muralla incendiada e irrumpieron en la fortaleza, preparados para combatir a los sicarios, mas toparon con un silencio sepulcral y la visión del fuego y de los cuerpos sin vida de sus enemigos. Flavio Josefo señala que murieron todos los defensores, en número de 960, salvo una anciana y una mujer, parienta de Eleazar, que se habían refugiado junto a sus cinco hijos en una de las galerías subterráneas que conducía a las cisternas, y que fueron quienes relataron las últimas palabras que el líder sicario pronunció a sus hombres. Impresionados por la resolución de los sicarios, los romanos perdonaron la vida a los supervivientes, escribiendo Josefo sobre este episodio:

Cuando allí se toparon con el montón de muertos, no se alegraron, como suele ocurrir con los enemigos, sino que se llenaron de admiración por la valentía de su resolución y por el firme menosprecio de la muerte que tanta gente había demostrado con sus obras.

Flavio Josefo da como fecha tradicional de la caída de Masada el día 15 de Jántico o Nisán, el primer día de Pésaj, del quinto año de la rebelión judía, el año 3833 en el calendario hebreo. En el calendario juliano esta fecha se ubica en el mes de abril del año 73, pudiendo corresponder a días tan dispares como el 14, el 16 o incluso el 10 de abril. Otros análisis mencionan la posibilidad de que la conquista de la fortaleza pudiera haber sucedido en la primavera del año 74, un año después de lo tradicionalmente aceptado; se fundamentan principalmente en inscripciones epigráficas que narran el cursus honorum de Silva y que discuten que fuera gobernador de Judea antes de abril de ese mismo año. Si se acepta la fecha del 15 de Jántico, la correspondencia con el calendario juliano para ese año establece la fecha del 31 de marzo del año 74.

### Masada tras la conquista
Con la conquista del último bastión rebelde que significaba Masada concluyó la primera guerra judeo-romana. Tras la caída de la fortaleza, y pacificado todo el territorio de Judea, Silva replegó las tropas hasta Cesarea, dejando estacionada una unidad auxiliar en la meseta de Masada. Este acantonamiento se mantuvo regularmente hasta principios del siglo II, trasladándose entonces la guarnición al rehabilitado campamento F (el principal de Silva), que habría llegado a formar parte del Limes Arabicus en época de Diocleciano, tres siglos más tarde.
Después de su abandono, Masada permaneció deshabitada hasta principios del siglo V, cuando fue visitada por San Eutimio y su discípulo Domiciano, quienes erigieron en su cumbre una capilla que sería más tarde el núcleo de un pequeño monasterio del tipo laura, perteneciente a una pequeña comunidad eremita de monjes bizantinos; algunos investigadores identifican este lugar con el topónimo Marda que aparece mencionado en algunas fuentes canónicas. La conquista árabe supuso el fin de esta comunidad y el abandono definitivo de Masada a mediados del siglo VII, con una posible ocupación esporádica durante la época de las Cruzadas. Desde entonces, la ubicación del histórico sitio cayó en el olvido.

## Descubrimiento
A partir del siglo XIX, con el paulatino auge de la disciplina arqueológica, se produjeron avances en la localización de la fortaleza. En 1807 el explorador alemán Ulrich Seetzen avistó la meseta (conocida como as-Sabbah, «la maldita» en árabe) durante un viaje en barco por el mar Muerto, identificándola erróneamente con la bíblica ciudad de Zif, ubicada en la actualidad en Tel Zif, cerca de Pnei Hever, a 7 km al sureste de Hebrón. Fue en 1838 cuando dos estadounidenses, el teólogo y explorador Edward Robinson y el misionero Eli Smith, identificaron correctamente Masada desde el oasis de Ein Guedi con la ayuda de un anteojo, un hallazgo que fue posteriormente confirmado por el geógrafo Carl Ritter.
El interés por Masada fue en aumento desde entonces. En 1842 el misionero estadounidense Samuel Wolcott ascendió hasta su cumbre acompañado del pintor inglés William J. Tipping, ilustrador de una versión inglesa de La guerra de los judíos de Flavio Josefo. Wolcott realizó la primera descripción moderna de la fortaleza, muy completa en sus detalles y que confirmaba muchos de los datos que describiera el autor judeorromano dieciocho siglos antes.
Félicien de Saulcy visitó Masada en enero de 1851, trazando el primer plano de la fortaleza y del sistema de fortificaciones romano, identificando el agger y localizando restos de mosaicos en una edificación bizantina; aunque erró al situar el "Camino de la Serpiente" en la ladera septentrional, así como en la datación de los almacenes, obra que atribuyó a Jonathán, es decir, Janneo. El 24 de enero de 1858 ascendió a la meseta Emmanuel Guillaume Rey, quien trazó un nuevo plano, más preciso que el primero, aunque con algunos errores de identificación en los edificios, si bien ubicó correctamente el palacio de Herodes en la terraza superior septentrional. Otro erudito que visitó Masada en esta época fue Henry Baker Tristram, quien tras sus dos viajes de 1864 y 1871 dibujó un nuevo plano de la fortaleza que recogía con detalle las edificaciones septentrionales, aunque el resto fue esbozado de memoria como un croquis.
En 1867 el entonces capitán británico Charles Warren visitó Masada, interesado en la arqueología bíblica como miembro del Fondo para la Exploración de Palestina; fue el primero en identificar correctamente el "Camino de la Serpiente" en la ladera oriental, ascendiendo a la cumbre por este lado. Varios años después, en marzo de 1875, otro miembro de la PEF, el ingeniero militar británico Claude Reignier Conder, visitó Masada describiéndola con detalle, identificando el palacio occidental como el "palacio colgante" que mencionara Josefo, y trazando el plano más realista de los dibujados hasta ese momento.
El ingeniero alemán G. D. Sandel descubrió en 1905 el sistema de captación de aguas, identificando las dos filas de cuevas del acantilado noroeste como cisternas, que recibían el agua de lluvia mediante canales de conducción. En 1909 Alfred von Domaszewski y Rudolf Ernst Brünnow reseñaron el sistema de asedio romano en el tercer volumen de su destacada obra Die Provincia Arabia, centrándose en los campamentos B y C. El conocimiento sobre los campamentos romanos fue ampliado con las fotografías aéreas tomadas por la RAF entre 1924 y 1928, y sobre todo gracias a los trabajos de Adolf Schulten, quien permaneció en Masada durante todo un mes del año 1932 estudiando la arquitectura militar romana, aunque también analizó la superficie de la meseta, asumiendo la errónea idea de Conder sobre el palacio occidental.

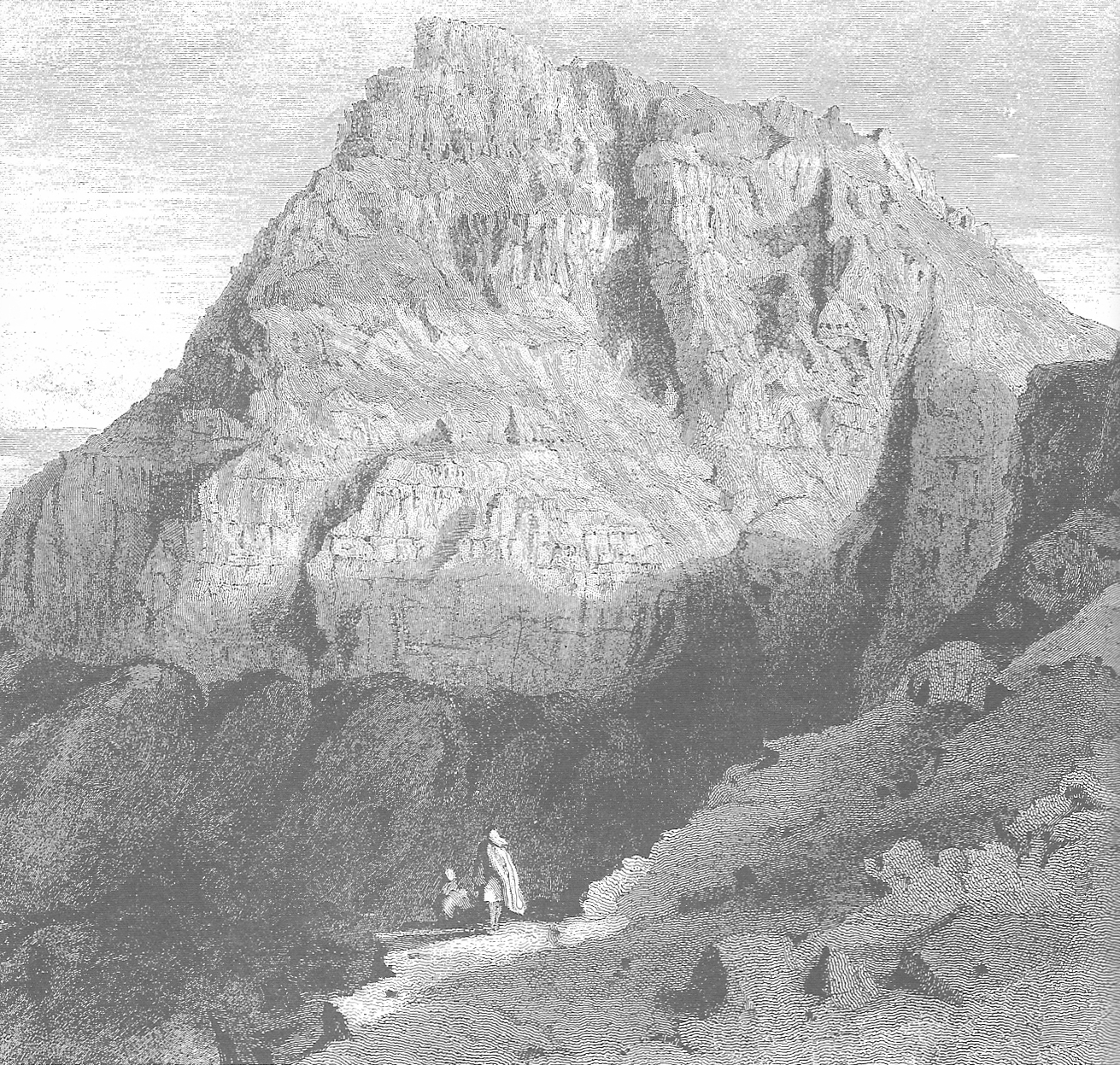
Grabado de W. Tipping (1851).
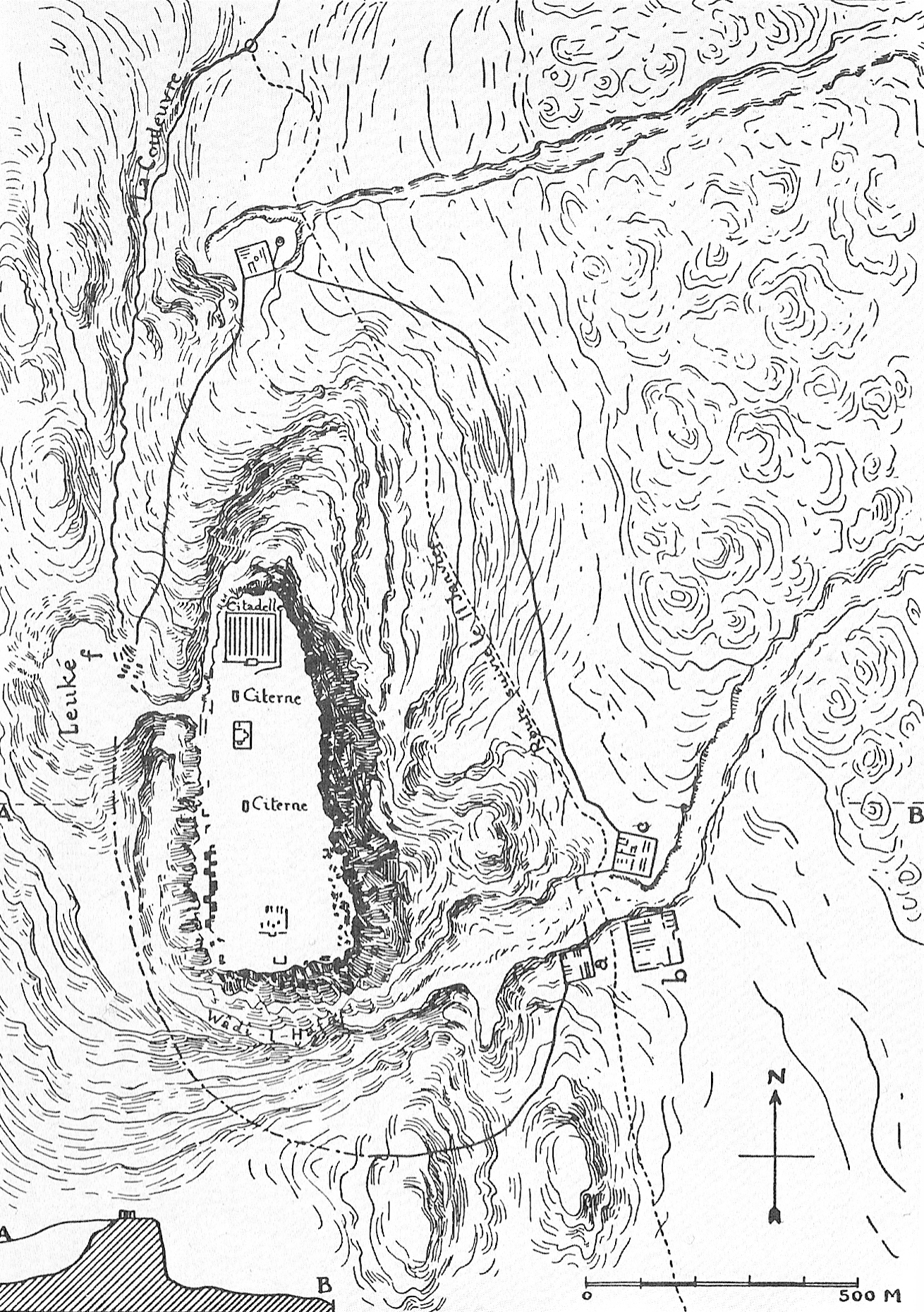
Plano de F. De Saulcy (1854).
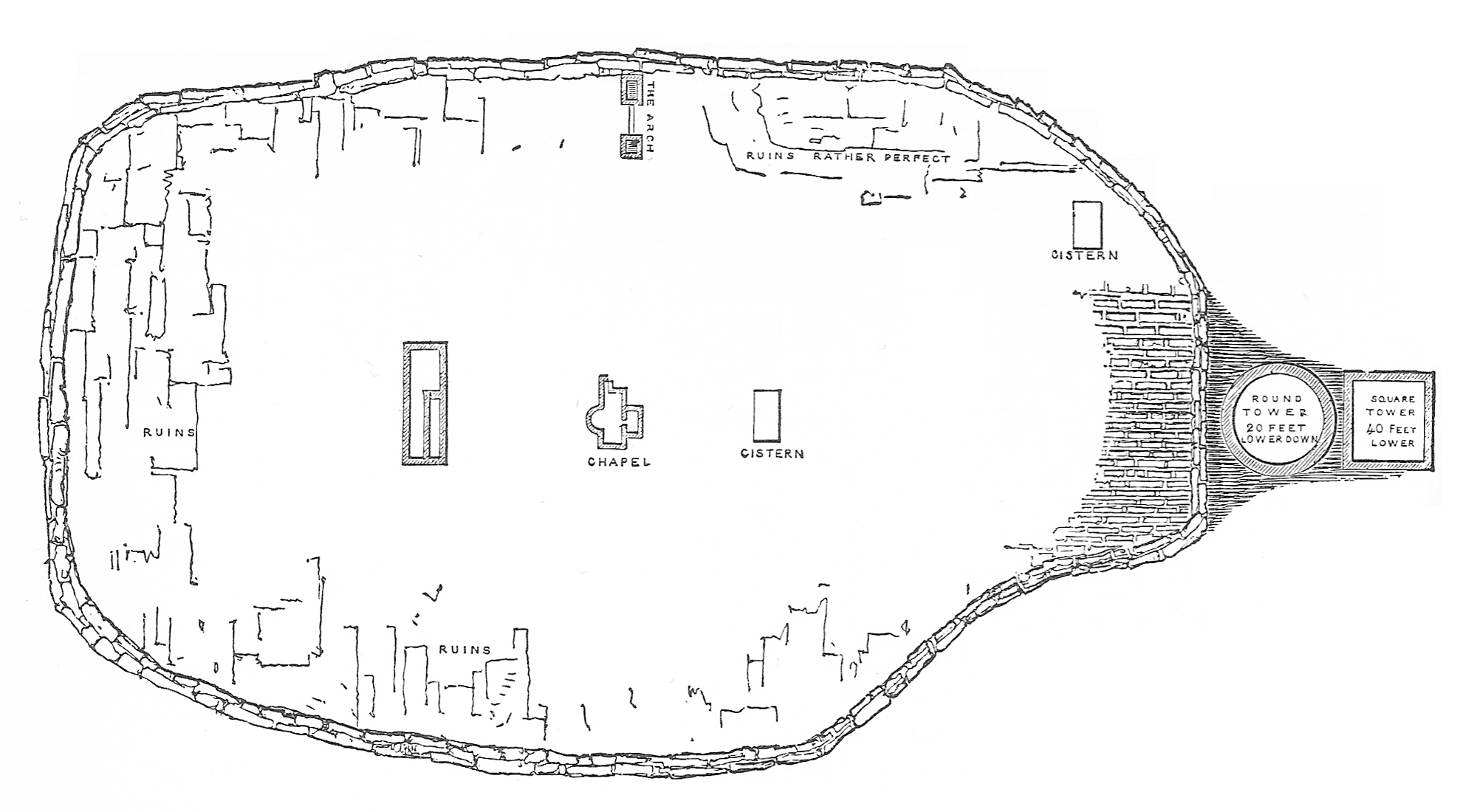
Croquis de H. Tristram (1865).
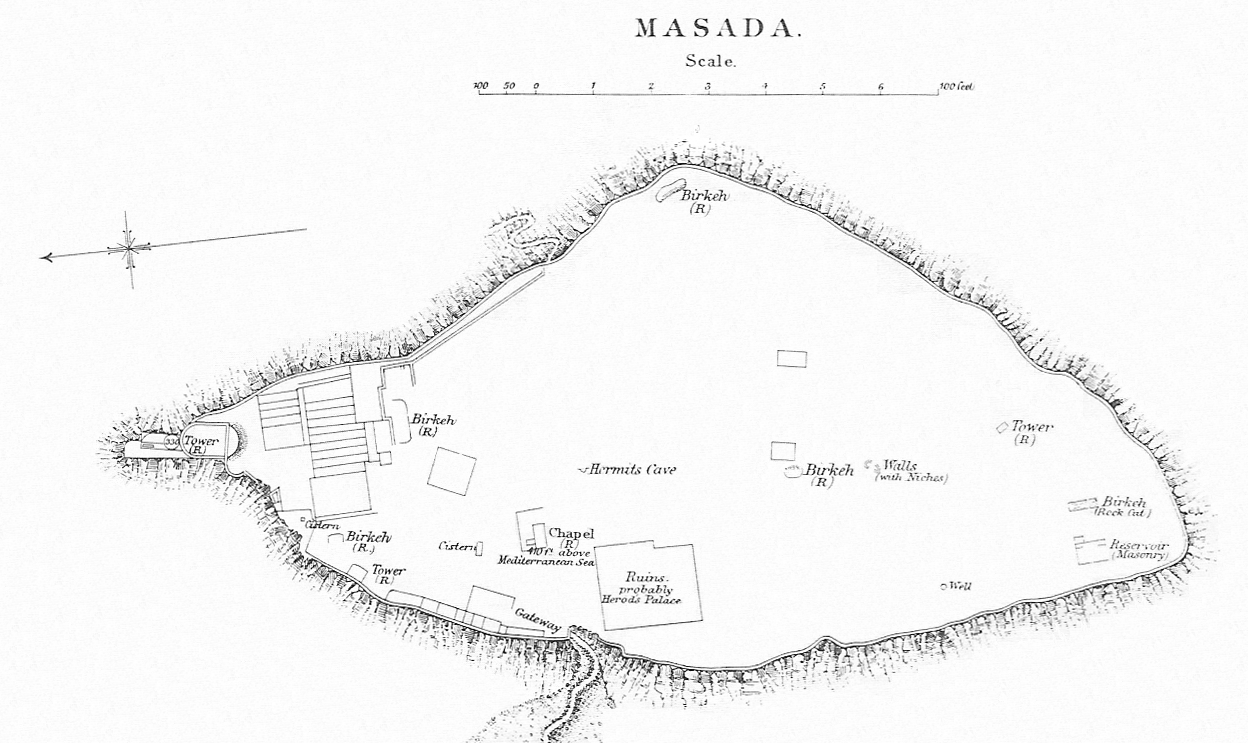
Plano de C. Conder (1883).

La traducción de La guerra de los judíos de Flavio Josefo al hebreo por Jacob Simchoni (Varsovia, 1923) y la publicación en 1927 del poema Masada, escrito por el inmigrante de origen ucraniano Isaac Lamdan, acercaron el conocimiento sobre Masada a la creciente comunidad judía de Palestina. Tras la guerra de independencia de Israel y la consolidación del nuevo Estado, el interés por investigar la fortaleza y convertirla en un referente para el pueblo judío se vio finalmente reflejado en las primeras actuaciones efectuadas en 1953, con el descubrimiento del "Camino de la Serpiente" y el palacio septentrional por parte de Shmarya Guttman, Micha Livneh y Zeev Meshel. Guttman describió el "Camino de la Serpiente" en su totalidad, reconociendo también el sistema de campamentos romano.
En 1955 y 1956 la Universidad Hebrea de Jerusalén, la Sociedad de Exploración de Israel y el entonces Departamento de Antigüedades de Israel coordinaron dos expediciones puntuales de diez días de duración cada una, y dirigidas por Nahman Avigad, Yohanan Aharoni, Michael Avi-Yonah, Immanuel Dunayevsky y Shmarya Guttman. Estas intervenciones descubrieron gran parte del palacio septentrional y verificaron los informes previos respecto al complejo de almacenes y el palacio occidental, llegándose a realizar un plano mediante fotografía aérea.

### Excavación arqueológica de 1963-65
El interés por Masada aumentó hasta el punto de que, finalmente, se planteó la necesidad de una excavación arqueológica en la cumbre de la meseta, fundamentada no sólo en su valor científico, sino como símbolo nacional del joven Estado judío. De esta forma, a principios de la década de 1960 la Universidad Hebrea de Jerusalén, la Sociedad de Exploración de Israel y el Departamento de Antigüedades de Israel patrocinaron la misión arqueológica, dirigida por Yigael Yadin y desarrollada en dos fases, la primera desde octubre de 1963 hasta mayo de 1964, y la segunda desde noviembre de 1964 hasta abril de 1965, sumando once meses de intervención. Además de contar con un equipo de profesionales y de personal contratado, se ofreció la oportunidad de colaborar en la excavación a todo aquel voluntario que lo deseara, a través de anuncios en la prensa israelí y en el británico The Observer. La convocatoria fue un éxito, acudiendo más de 5000 voluntarios de 28 países así como del propio Israel, muchos de ellos miembros de los kibutz cercanos, o pertenecientes a las Fuerzas de Defensa de Israel o a Gadna. Los voluntarios fueron distribuidos en 23 turnos de dos semanas de duración, de manera que simultáneamente se contaban unas 300 personas en la excavación.
La misión arqueológica confirmó gran parte de la información ofrecida por Flavio Josefo en su relato, incrementando de forma espectacular el conocimiento sobre Masada: se excavó el 97 % de la zona edificada de la fortaleza, mientras que el 3 % restante (en la zona de almacenes) se dejó sin excavar de forma deliberada, para dar a los visitantes una idea del estado previo a la intervención. También se realizaron simultáneamente las labores de restauración y conservación de los restos hallados, en colaboración con el Departamento de Conservación de Lugares Históricos. Asimismo, se produjeron hallazgos de elementos tales como estucos, monedas, recipientes cerámicos y ostraca, pergaminos, indumentaria, armamento, alimentos, semillas e incluso restos humanos pertenecientes a 28 individuos, identificados como los rebeldes judíos, que fueron sepultados con honores militares en la propia fortaleza el 7 de julio de 1969.

### Posteriores intervenciones
Las labores de restauración en Masada se desarrollaron conjuntamente a las de excavación en la campaña de 1963-65 y durante todo el año de 1966, y consistieron fundamentalmente en elevar hasta su altura original los muros caídos del palacio occidental, la sinagoga y los almacenes, así como la conservación de los frescos del palacio septentrional.
Posteriormente Ehud Netzer dirigió varias excavaciones en la fortaleza, una primera en 1989 y otras varias puntuales en el marco del proyecto de desarrollo de Masada durante los años 1995 y 2000. También en 1995 se llevó a cabo una nueva excavación en el campamento F y en el agger romano, dirigida por Gideon Foerster.

## Descripción

Plano de Masada con las estructuras más destacables numeradas (la muralla de casamatas y sus torres no se destacan al ser sus contornos evidentes):

### Palacio septentrional
Se ubica al norte de la meseta, constituyendo el núcleo principal de las edificaciones de la fortaleza. Se trata del palacio utilizado por Herodes durante sus estancias en Masada, descrito profusamente en la obra de Flavio Josefo, y cuya correcta identificación no se produjo hasta las exploraciones de Shmarya Guttman. El complejo, defendido por una puerta propia (33), agrupa edificios de diversa índole: un edificio de baños (35), una serie de grandes almacenes longitudinales (34a y 34b), un edificio administrativo (32), la residencia del comandante de la guarnición (28) y sus cuarteles (30), y los aposentos reales, divididos en tres terrazas: una superior (37), una intermedia (38) y una inferior (39).

#### Edificio de baños

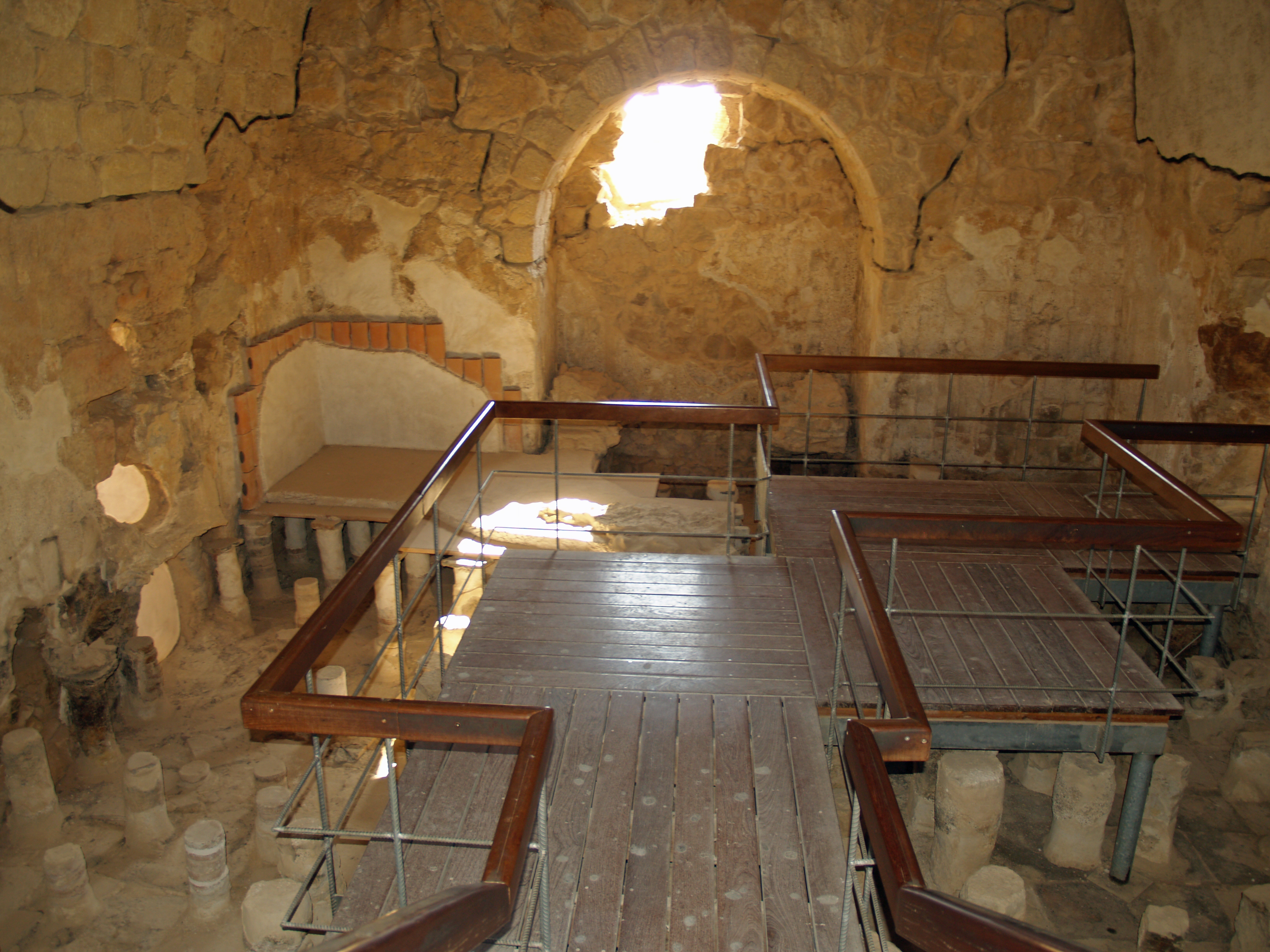
Interior del caldarium del edificio termal.

El edificio de baños (35) se situaba en la zona central del palacio septentrional. Durante la excavación se pensó inicialmente que el edificio correspondía a una torre, aunque el hallazgo de más de doscientas pilae de arcilla y de un doble suelo (conformando un hipocausto), así como la presencia de tuberías cerámicas (tubuli) en las paredes enyesadas, revelaron su función como caldarium, una estancia hermética utilizada para baños de vapor. Los restos del suelo sostenido por las pilae muestran un primer acabado mediante mosaicos, que posteriormente fue sustituido por un pavimento de opus sectile jaquelado mediante baldosas negras y blancas. En el lado norte de la sala se hallaron fragmentos de una gran bañera tallada en cuarzo, usada a modo de fuente y alimentada desde el exterior mediante tuberías de plomo; y al otro lado de la habitación existía una bañera rectangular usada para inmersiones en agua caliente.
Anexas al caldarium se hallaban las otras salas habituales de unas termas: tepidarium, frigidarium y apodyterium. El tepidarium, la estancia templada, poseía un pavimento también de losas negras y blancas, menores que las del caldarium, así como una decoración mural de frescos. En cambio, el frigidarium, la sala fría y la menor de las tres, consistía básicamente en una piscina para inmersiones rápidas. Contigua a las tres estancias se hallaba el vestuario o apodyterium, de tamaño similar al caldarium y cuyas paredes también presentaban pinturas murales, y pavimentado con baldosas triangulares negras y blancas; el techo pudo haber estado decorado con pinturas de tipo geométrico y floral, a tenor de los restos de estuco encontrados, y que podrían ser indicativo de la decoración de las otras estancias. En la esquina norte del apodyterium se localizó una pequeña piscina, construida directamente sobre la solería y datada en un momento muy posterior, posiblemente ya en época de la revuelta judía.
Al edificio de baños se accedía desde el este a través de un patio, muy deteriorado, pero que revelaba la existencia de un suelo de mosaico de motivos hexagonales en blanco y negro. También se hallaron restos de pilares y capiteles de estilo nabateo en los lados del edificio (excepto en el meridional), así como metopas decoradas con rosetas pertenecientes al perdido dintel, que se documentaron en otras partes de la fortaleza debido a su reutilización como material de construcción.

#### Almacenes

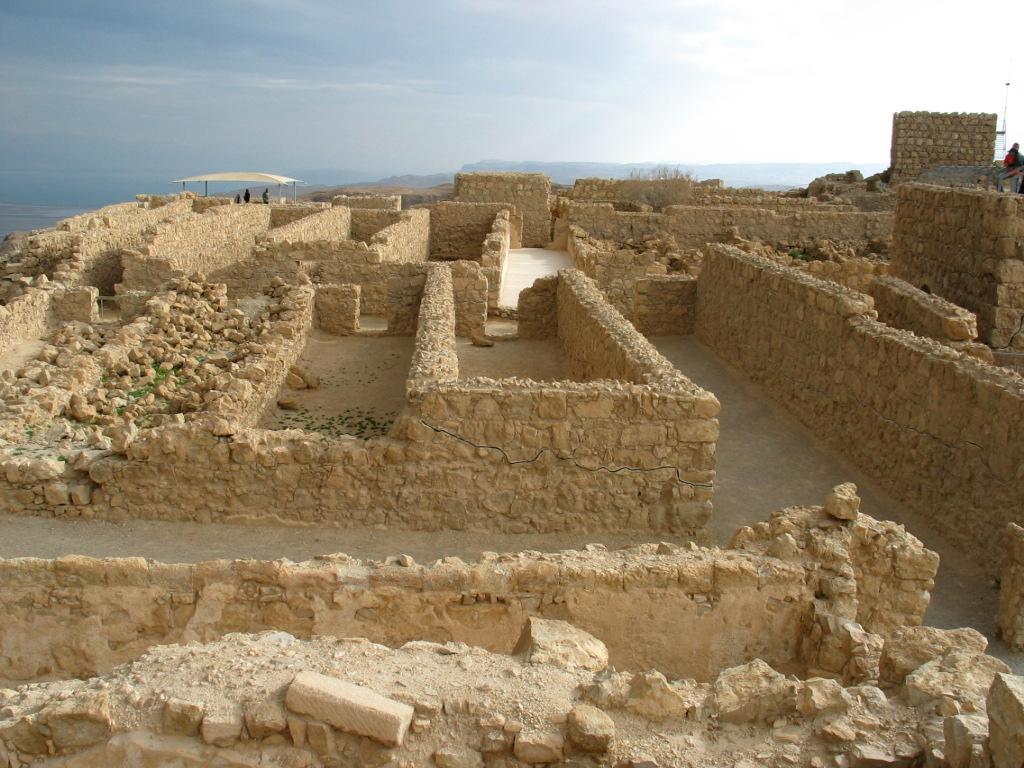
Vista de los almacenes: en primer plano, el área septentrional.

Una amplia zona de la residencia septentrional se destinó como área de almacenamiento del palacio. Estos almacenes, fácilmente reconocibles, se disponían en dos áreas, separadas por un pasillo en dirección este-oeste: una menor al norte (34b), al este del edificio de baños, y otra mayor al sur (34a). Ambos grupos consistían básicamente en habitaciones alargadas (cuatro en el grupo septentrional y diez en el meridional), de 26 por 4 metros, dispuestas de norte a sur, y adyacentes unas a las otras. Estas estancias se hallaban separadas por muros paralelos de roca dolomítica apenas desbastada, de unos 3,3 m de altura en origen y 0,6 m de espesor. Las dos zonas se hallaban rodeadas por largos pasillos que bien pudieron destinarse también como zona de almacenamiento.
En el momento de la excavación los muros se hallaban completamente derrumbados casi a ras de suelo debido a terremotos pasados, muy comunes en esta zona sísmica, por lo que fue preciso restaurarlos antes de la propia excavación de las estancias. Una vez retirada la capa de derrumbes, que en algunos puntos alcanzaba un metro de altura, el suelo original de los almacenes reveló la presencia de cenizas y vigas quemadas, indicios claros de que la techumbre fue destruida por un incendio. También se hallaron centenares de recipientes cerámicos, fragmentados intencionadamente por los defensores judíos para evitar que cayeran en manos romanas, y que sirvieron para contener aceite, vino o harina, con una forma específica para cada contenido. La mayoría pertenecían a la época herodiana, aunque habían sido reutilizados durante la posterior revuelta, como lo demuestran las inscripciones en tinta y carboncillo con nombres en hebreo. Algunos recipientes mostraban la letra hebrea taf (ת), inicial de terumá (תרומה), junto a otros que portaban la inscripción Maaser Cohen (מעשר כהן), designando así los recipientes destinados a los diezmos sacerdotales estipulados en la Mishná, y que demuestran la observancia de los preceptos judíos incluso durante el asedio.
Cada almacén se destinaba a un único tipo de recipientes y contenidos; destaca en una de las estancias la presencia de tres fosas circulares excavadas en el suelo, destinadas probablemente a contener vasijas para facilitar el vertido y la distribución de líquidos. En los almacenes no se halló ningún tipo de arma, una consecuencia lógica del asedio padecido, aunque sí se documentaron cantidades de estaño y otros metales. También se halló un centenar de monedas de bronce desperdigadas por el suelo, pertenecientes al segundo y tercer año de la rebelión; perdida su función original, es posible que se siguieran utilizando en la fortaleza como vales para el racionamiento u otras funciones.

### Estructuras de asedio romanas

Plano del exterior de Masada.

Los restos romanos que datan del asedio de Flavio Silva incluyen el agger, ocho campamentos para alojar a los sitiadores y una circumvallatio, una muralla erigida alrededor de la meseta de Masada. Se encuentran en buen estado de conservación, debido a la sequedad del desierto de Judea y a su lejanía de núcleos habitados, lo que evitó que sus materiales fueran reutilizados para otras construcciones.
La muralla de asedio fue construida después de los campamentos, y siguiendo el mismo patrón utilizado en otros asedios romanos anteriores, como en Jerusalén o en Alesia, donde incluso se construyó una muralla doble para defender a los sitiadores romanos de los refuerzos galos. La ausencia de ríos y bosques en el desierto de Judea motivó que la muralla fuera erigida con piedra seca, con una longitud total de 3,65 km rodeando la meseta de Masada, atravesando incluso zonas muy escarpadas de las laderas de ambos uadis. Las dimensiones de la muralla eran de 2 metros de espesor y 3 metros de altura original, reducida aproximadamente a la mitad en la actualidad debido a los frecuentes movimientos sísmicos y a la intensa erosión que ha sufrido la zona, un efecto también apreciable en los muros de los campamentos. En su parte oriental el trazado de la muralla incluía también doce torres construidas a intervalos de 75-90 metros; asimismo, cinco de los seis campamentos menores (todos salvo el C) se hallaban adosados a las murallas.

## Turismo

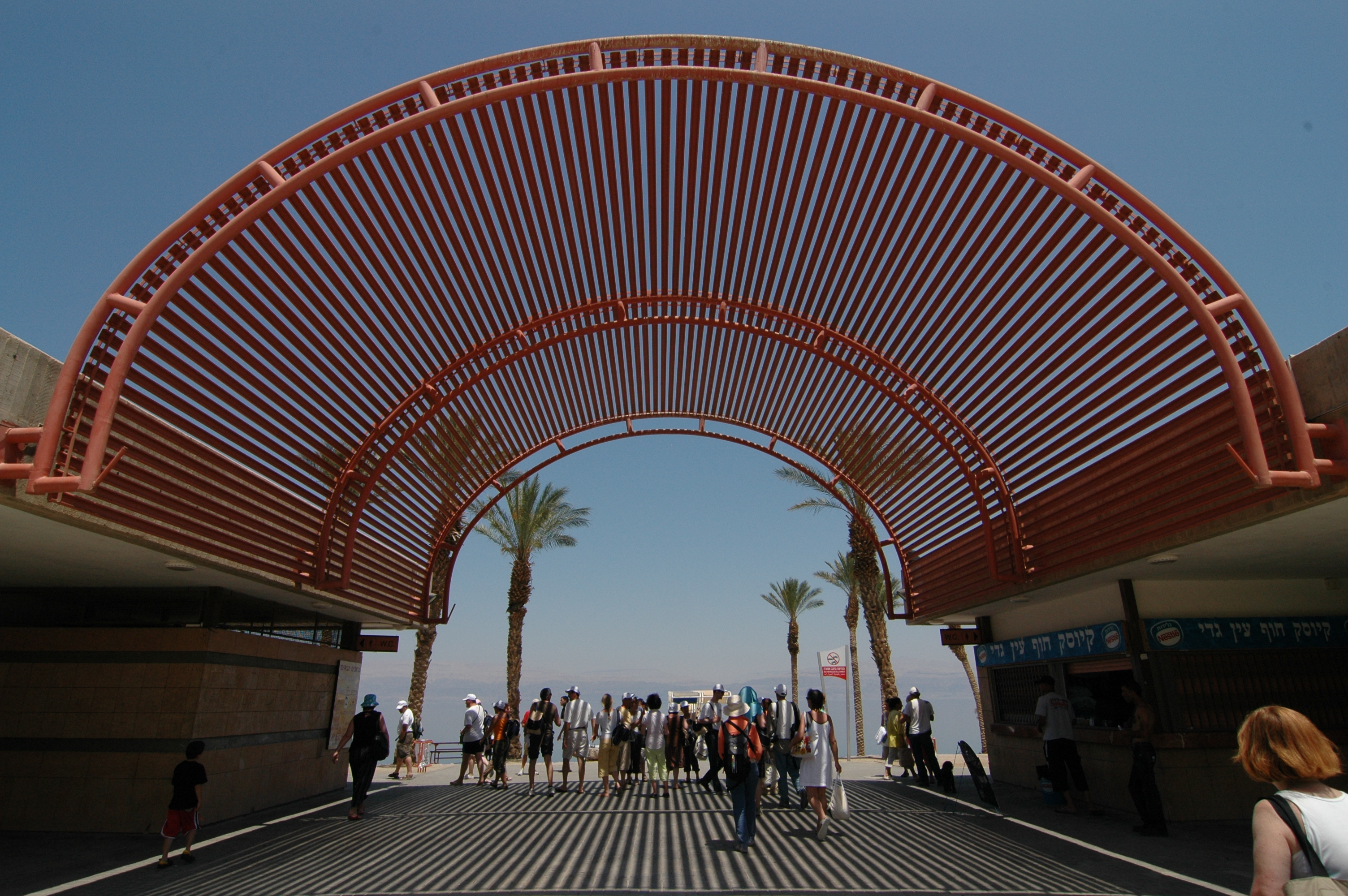
Puerta de acceso al complejo turístico.

Existen varias rutas para llegar a Masada: la primera discurre por la carretera local 3911, que parte desde Arad y discurre hacia el noreste durante 21 km hasta llegar al acceso occidental de la fortaleza, el agger romano. Otra ruta parte también de Arad por la carretera 31 hacia el sureste, llegando a Neve Zohar y girando hacia el norte para llegar, 49 km después, al acceso oriental de Masada, donde se ubican las instalaciones turísticas (hotel, museo, restaurante y tiendas). La última ruta parte desde el oasis de Ein Guedi a través de la carretera 90, viajando hacia el sur durante 19 km hasta llegar también al acceso oriental.

## Controversias sobre Masada
Según Nachman Ben-Yehuda, siempre ha existido la tendencia entre los historiadores judíos a envilecer la rendición de Josefo frente a los romanos y su posterior romanización, así como a elevar la historia de Masada hasta cotas heroicas que sugieren un paralelo histórico con la formación del actual Israel.
Asimismo, tanto el arqueólogo y antropólogo Joe Zias como el médico forense Azriel Gorski, de la Autoridad de Antigüedades de Israel, defienden que varios de los restos humanos hallados en Masada podrían haber pertenecido a ocupantes romanos anteriores a la revuelta judía, sobre la base de particulares características fenotípicas. Zias ha sostenido que el equipo original de excavadores "partían de la historia y trataron de demostrarla buscando las evidencias", y añade que tampoco se han podido localizar pruebas del suicidio colectivo de sus ocupantes judíos. No obstante, otros investigadores, como Ehud Netzer, han criticado este enfoque, basándose en que muchos de los detalles del relato de Flavio Josefo han quedado demostrados desde el punto de vista arqueológico.